# Armenischer Fußballpokal 2020/21
Der armenische Fußballpokal 2020/21 war die 30. Austragung des Pokalwettbewerbs in Armenien.
14 Mannschaften nahmen teil. Qualifiziert waren die zehn Mannschaften aus der Bardsragujn chumb 2020/21 sowie vier Teams aus der Aradschin chumb 2020/21.

## Modus
Der Pokal wurde in vier Runden ausgetragen. Bis auf das Finale wurden die Sieger in Hin- und Rückspiel ermittelt. Bei Torgleichstand in beiden Spielen entschied zunächst die Anzahl der Auswärts erzielten Tore. War auch diese gleich, gab es eine Verlängerung und wenn nötig ein Elfmeterschießen, bis der Sieger ermittelt war.
Die beiden Finalisten des letzten Jahres, FC Noah Jerewan und FC Ararat-Armenia, hatten in der 1. Runde ein Freilos und traten erst im Viertelfinale an.

## 1. Runde
Die Spiele fanden zwischen dem 18. September 2020 und 25. Februar 2021 statt.
| Datum             |                   | Gesamt    |                       | Hinspiel | Rückspiel |
| ----------------- | ----------------- | --------- | --------------------- | -------- | --------- |
| 18.09./09.11.2020 | FC Wan            | 2:0       | Norswank SC           | 0:0      | 2:0       |
| 18.09.2020        | FC West Armenia   | 3:2       | Gandsassar Kapan      | 3:2      | 1         |
| 18.09./25.02.2021 | FC Urartu Jerewan | 2:1       | FC Pjunik Jerewan     | 2:1      | 0:0       |
| 19.09./07.11.2020 | FC Schirak Gjumri | 1:3       | FC Alaschkert Martuni | 1:2      | 0:1       |
| 19.09./07.11.2020 | FC Ararat Jerewan | 6:1       | FC Sewan              | 3:0      | 3:1       |
| 19.09./22.11.2020 | BKMA Jerewan      | (a)2:2(a) | FC Lori Wanadsor      | 0:0      | 2:2       |

## Viertelfinale
Die Spiele fanden zwischen dem 11. März und 5. April 2021 statt.
| Datum             |                       | Gesamt          |                   | Hinspiel | Rückspiel |
| ----------------- | --------------------- | --------------- | ----------------- | -------- | --------- |
| 11.03./03.04.2021 | FC West Armenia       | 3:5             | FC Ararat Jerewan | 2:0      | 1:5       |
| 11.03./05.04.2021 | FC Alaschkert Martuni | 6:1             | BKMA Jerewan      | 4:0      | 2:1       |
| 12.03./03.04.2021 | FC Urartu Jerewan     | 3:5             | FC Noah Jerewan   | 0:2      | 2:2       |
| 12.03./04.04.2021 | FC Wan                | 1:1 (4:5 i. E.) | FC Ararat-Armenia | 0:1      | 1:0 n. V. |

## Halbfinale
Die Spiele fanden zwischen dem 20. April und 1. Mai 2021 statt.
| Datum             |                       | Gesamt |                   | Hinspiel | Rückspiel |
| ----------------- | --------------------- | ------ | ----------------- | -------- | --------- |
| 20.04./30.04.2021 | FC Alaschkert Martuni | 4:2    | FC Noah Jerewan   | 1:1      | 3:1       |
| 20.04./01.05.2021 | FC Ararat Jerewan     | 3:2    | FC Ararat-Armenia | 2:0      | 1:2       |

## Finale
| FC Ararat Jerewan                                                                 | FC Ararat Jerewan | FC Alaschkert Martuni | FC Alaschkert Martuni |
| --------------------------------------------------------------------------------- | --- | --- | --------------------- |
| FC Ararat Jerewan                                                                 | \| 15. Mai 2021 um 17:00 Uhr in Jerewan (Wasken Sarkissjan Republikanisches Stadion) \| \| Ergebnis: 3:1 (2:0) \| \| Zuschauer: 4.000 \| \| Schiedsrichter: Benoît Millot ( Frankreich) \| | \| 15. Mai 2021 um 17:00 Uhr in Jerewan (Wasken Sarkissjan Republikanisches Stadion) \| \| Ergebnis: 3:1 (2:0) \| \| Zuschauer: 4.000 \| \| Schiedsrichter: Benoît Millot ( Frankreich) \| | FC Alaschkert Martuni |
| FC Ararat Jerewan                                                                 | Vsevolod Ermakov - Zhirayr Margaryan, Marko Prljević, Juan Bravo, Christian Jimenez - Karen Muradyan, Davit Manoyan (72. Dimitrije Pobulic), David Khurtsidze - Aghvan Papikyan (46. Maksym Zaderaka), Edgar Malakyan (84. Artur Danielyan), Mory Kone (62. Uroš Nenadović) Cheftrainer: Vardan Bichakhchyan | David Yurchenko - Dejan Boljević, Didier Kadio, Mihailo Jovanović (28. David Davidyan), Taron Voskanyan, Tiago Cametá - Rumyan Hovsepyan, Artak Grigoryan, Vincent Bezecourt (62. Mihran Manasyan) - Aleksandar Glišić (70. Sunday Ingbede), Branko Mihajlović (62. Grigor Aghekyan) Cheftrainer: Abraham Khashmanyan | FC Alaschkert Martuni |
| FC Ararat Jerewan                                                                 | 1:0 Aghvan Papikyan (12.) 2:0 Mory Kone (19.) 3:0 Mory Kone (55.) | 3:1 Mihran Manasyan (85.) | FC Alaschkert Martuni |
| FC Ararat Jerewan                                                                 | Marko Prljević (49.) | Didier Kadio (45.+2'), Grigor Aghekyan (65.), Mihran Manasyan (90.+2') | FC Alaschkert Martuni |
| FC Ararat Jerewan                                                                 | Rumyan Hovsepyan (90.) | | FC Alaschkert Martuni |
| 15. Mai 2021 um 17:00 Uhr in Jerewan (Wasken Sarkissjan Republikanisches Stadion) | | |                       |
| Ergebnis: 3:1 (2:0)                                                               | | |                       |
| Zuschauer: 4.000                                                                  | | |                       |
| Schiedsrichter: Benoît Millot ( Frankreich)                                       | | |                       |